# Hale Irwin
Hale Irwin (* 3. Juni 1945 in Joplin, Missouri) ist ein US-amerikanischer Profigolfer der Champions Tour. Er ist dreifacher Major-Sieger und siebenfacher Senior Major-Sieger.

## Werdegang
Nach dem Besuch der University of Colorado, wo er auch als Football-Spieler mehrmals zu hohen Ehren kam, wurde Irwin im Jahr 1968 Berufsgolfer.
Auf der PGA Tour verzeichnete er zwischen 1971 und 1994 insgesamt 20 Turniersiege, darunter dreimal die US Open in den Jahren 1974, 1979 und 1990. Dazu kamen noch unzählige Erfolge bei inoffiziellen Events in den USA und bedeutenden Turnieren weltweit.
Nach dem Erreichen des 50. Lebensjahres stieg Irwin in die Senior PGA Tour, später Champions Tour ein und konnte seine Erfolgsserie nicht nur fortsetzen, sondern sogar steigern. Er gewann bislang 45 Turniere, darunter sieben Senior Majors und liegt in der Allzeitwertung dieser Turnierserie mit rund 27 Mio. $ Preisgeld (Stand August 2021) hinter Bernhard Langer an zweiter Stelle.
Irwin spielte fünfmal im US-amerikanischen Ryder Cup Team und einmal – gleichzeitig als Kapitän – im (ersten) Presidents Cup. Alle diese Vergleichskämpfe wurden gewonnen, ein Rekord, den kein anderer lebender Golfer für sich beanspruchen kann. Des Weiteren gewann er auch bei seiner einzigen Teilnahme den World Cup im Jahre 1979 für sein Land.
Hale Irwin wurde 1992 in die World Golf Hall of Fame aufgenommen.

## PGA Tour Siege
- 1971: Sea Pines Heritage Classic
- 1973: Sea Pines Heritage Classic
- 1974: U.S. Open
- 1975: Atlanta Classic, Western Open
- 1976: Glen Campbell-Los Angeles Open, Florida Citrus Open
- 1977: Atlanta Classic, Colgate Hall of Fame Golf Classic, San Antonio Texas Open
- 1979: U.S. Open
- 1981: Hawaiian Open, Buick Open
- 1982: Honda Inverrary Classic
- 1983: Memorial Tournament
- 1984: Bing Crosby National Pro-Am
- 1985: Memorial Tournament
- 1990: U.S. Open, Buick Classic
- 1994: MCI Heritage Golf Classic

Major Championships sind fett gedruckt.

## Andere Turniersiege
- 1974: Piccadilly World Match Play
- 1975: Piccadilly World Match Play
- 1978: Australian PGA Championship, South African PGA Championship
- 1981: Bridgestone Classic
- 1982: Brazilian Open
- 1986: Bahamas Classic
- 1987: Fila Classic

## Champions Tour Siege
- 1995: Ameritech Senior Open, Vantage Championship
- 1996: American Express Invitational, PGA Seniors’ Championship
- 1997: MasterCard Championship, LG Championship, PGA Seniors’ Championship, Las Vegas Senior Classic, Burnet Senior Classic, BankBoston Classic, Boone Valley Classic, Vantage Championship, Hyatt Regency Maui Kaanapali Classic
- 1998: Toshiba Senior Classic, PGA Seniors’ Championship, Las Vegas Senior Classic, Ameritech Senior Open, U.S. Senior Open, BankBoston Classic, Energizer Senior Tour Championship
- 1999: Nationwide Championship, Boone Valley Classic, Ford Senior Players Championship, Ameritech Senior Open, Coldwell Banker Burnet Classic
- 2000: Nationwide Championship, BellSouth Senior Classic at Opryland, U.S. Senior Open, EMC Kaanapali Classic
- 2001: Siebel Classic in Silicon Valley, Bruno’s Memorial Classic, Turtle Bay Championship
- 2002: ACE Group Classic, Toshiba Senior Classic, 3M Championship, Turtle Bay Championship
- 2003: Kinko’s Classic of Austin, Turtle Bay Championship
- 2004: Liberty Mutual Legends of Golf, Senior PGA Championship
- 2005: Turtle Bay Championship, Outback Steakhouse Pro-Am, Wal-Mart First Tee Open at Pebble Beach, SAS Championship
- 2007: MasterCard Championship at Hualalai

Senior majors sind fett gedruckt.

## Andere Senioren-Turniersiege
- 1995: Wendy’s 3-Tour Challenge (mit Raymond Floyd und Jack Nicklaus)
- 1996: Lexus Challenge (mit Sean Connery)
- 1997: Senior Slam at Los Cabos
- 1998: Senior Match Play Challenge, Wendy’s 3-Tour Challenge (mit Gil Morgan und Larry Nelson)
- 1999: Senior Skins Game, Wendy’s 3-Tour Challenge (mit Jack Nicklaus und Tom Watson)
- 2000: Our Lucaya Senior Slam
- 2001: Senior Skins Game
- 2002: Senior Skins Game
- 2003: Father/Son Challenge (mit Sohn Steve)
- 2005: Wendy’s 3-Tour Challenge (mit Jay Haas und Craig Stadler)
- 2007: Wendy’s 3-Tour Challenge (mit Jay Haas und Craig Stadler)

## Teilnahmen an Teambewerben
- Ryder Cup: 1975 (Sieger), 1977 (Sieger), 1979 (Sieger), 1981 (Sieger), 1991 (Sieger)
- Presidents Cup: 1994 (Sieger)
- World Cup: 1979 (Sieger Einzelwertung und Sieger im Team mit John Mahaffey)